# Folktronica
Folktronica lub Electrofolk – gatunek muzyczny łączący cechy muzyki folkowej i muzyki elektronicznej, często zawierający sample instrumentów akustycznych, szczególnie strunowych, i rytmów hip-hopowych.

## Historia
Termin Folktronica został stworzony przez autora tekstów Jima Byersa na, dzisiaj nieczynnej, stronie BurnitBlue.com, podczas rozpowszechniania się wytwórni takich jak Twisted Nerve Records z Manchesteru, której współwłaścicielem jest muzyk Badly Drawn Boy, artysta wywodzący się z muzyki elektronicznej. Później terminem tym opisywano muzykę Kierana Hebdena i jego projektu Four Tet. W 2001 roku postmodernistyczny artysta popowy Momus wydał płytę zatytułowaną Folktronic w której rozważnie odkrywa (i satyryzuje) połączenie gatunków.
Podobnym gatunkiem jest „Laptop Folk”, który jest bardziej minimalistyczny niż folktronic.
Zgodnie z The Sunday Times, głównym nagraniami gatunku są: „Pause” Four Tet, „Mother’s Daughter and Other Songs” grupy Tunng i „The Milk of Human Kindness” Caribou.

## Przedstawiciele gatunku
- Adem
- The Album Leaf(inne języki)
- Animal Collective
- Anomie Belle(inne języki)
- Bat for Lashes
- The Beta Band(inne języki)
- Beth Orton[8]
- Bibio
- The Books(inne języki)
- Capitol K(inne języki)
- Caribou (AKA Manitoba)[9]
- Clue to Kalo(inne języki)
- CocoRosie
- Colleen
- Cullen Miller
- Dan Deacon(inne języki)
- Detektivbyrån
- Diana Vickers
- Greg Davis
- Go A
- Department of Eagles(inne języki)
- Josh Doyle(inne języki)
- Efterklang(inne języki)
- Ellie Goulding
- William Fitzsimmons(inne języki)
- Folknery(inne języki)
- Found
- Four Tet
- Fridge
- Get Cape. Wear Cape. Fly(inne języki)
- Gravenhurst(inne języki)
- The Green Hills of Earth
- The High Llamas(inne języki)
- High Places(inne języki)
- J Xaverre(inne języki)
- Jakokoyak(inne języki)
- Josh&Jamie
- Kaki King(inne języki)
- David Kitt(inne języki)
- Koushik(inne języki)
- Scott Lanaway
- Little Glitches(inne języki)
- Leafcutter John(inne języki)
- yOya
- Lucky Dragons(inne języki)
- Matmos
- MGMT
- Múm
- Minotaur Shock(inne języki)
- Talkdemonic(inne języki)
- Juana Molina[10]
- The Notwist
- Nobukazu Takemura
- William Harper
- Paavoharju(inne języki)
- Benoît Pioulard(inne języki)
- The Prize Fighter Inferno(inne języki)
- Psapp
- Gepe(inne języki)
- Radical Face
- Silje Nes(inne języki)
- State Shirt
- Tape
- Tunng
- Jeremy Warmsley(inne języki)
- Ylid
- Richard Youngs(inne języki)
- Whitey
- Patrick Wolf
- Electric President
- It's Jo and Danny(inne języki)
- James Yuill(inne języki)
- Valravn
- Village Kollektiv
- Zoon van snooK(inne języki)